# كهف حاكسي علي
كهف حاكسي علي (بالألبانية: Shpella e Haxhi Aliut or Shpella e Ilirëve) هو كهف كراستي من الحجر الجيري في جنوب غرب ألبانيا، في شبه جزيرة كاربارون، التابعة لمقاطعة فلورة، وقد سمي بهذا الأسم نسبة إلى حاسكي حسن، محارب وبحار ألباني بارز من أولسيني فر مع ابنه إلى هذا الكهف، وعثر على العديد من القطع الأثرية التي تثبت أن هذا الكهف كان يستخدم من قبل التجار والمارة في العصور القديمة،  ويبلغ طول الكهف 30 مترًا، وعرضه يتراوح بين 10-12 مترًا، وعمقه 18 مترًا.
وبسبب موقع الكهف في شبه جزيرة كاربارون، فإنه يجذب العديد من الزوار، كما أعترفت به وزارة البيئة، كمعلم طبيعي ذو اهمية، ويعد جزءً من منتزه كارابورون سازان البحري.

## انظر ايضًا
- كهف سانت مارينا